# Gerador de gás
Um gerador de gás é um dispositivo para gerar gás. Um gerador de gás pode criar gás por uma reação química ou de uma fonte sólida ou líquida, quando o armazenamento de um gás pressurizado é indesejável ou impraticável.
O termo geralmente se refere a um dispositivo que utiliza um propelente de foguete para gerar grandes quantidades de gás. O gás é normalmente utilizado para acionar uma turbina em vez de fornecer impulso como em um motor de foguete. Geradores de gás deste tipo são usados para alimentar uma turbobomba em motores de foguete no ciclo gerador de gás.
Também são utilizados por algumas unidades auxiliares de energia para alimentar geradores elétricos e bombas hidráulicas.
Outro uso comum do termo é na indústria de gases industriais, onde geradores de gás são utilizados para produzir produtos químicos gasosos para venda. Por exemplo, o gerador de oxigênio químico, que fornece oxigênio respirável a uma taxa controlada durante um período prolongado. Durante a Segunda Guerra Mundial, geradores de gás portáteis que convertiam coque em gás de produção foram usados para alimentar veículos como forma de aliviar a escassez de gasolina.
Outros tipos incluem o gerador de gás do airbag automotivo, que é projetado para produzir rapidamente uma quantidade específica de gás inerte.

## Aplicações comuns

### Como uma fonte geradora de energia
O foguete V-2 usava peróxido de hidrogênio decomposto por uma solução de catalisador de permanganato de sódio líquida como gerador de gás. Este foi usado para acionar uma turbobomba para pressurizar os propelentes principais LOX - etanol . No motor do Saturno V o F-1 e motor principal do Ônibus Espacial, parte do propelente era queimado para acionar a turbobomba (ver ciclo do gerador de gás e ciclo de combustão encenado ). O gerador de gás nesses designs usa uma mistura altamente rica em combustível para manter a temperatura da queima relativamente baixa.
A unidade de energia auxiliar do ônibus espacial e a unidade de energia de emergência do F-16 (EPU)  usam hidrazina como combustível. O gás gira uma turbina que aciona bombas hidráulicas . No F-16 a EPU também aciona um gerador elétrico .
Geradores de gás também já foram usados para alimentar torpedos . Por exemplo, o torpedo Mark 16 da Marinha dos EUA foi alimentado por peróxido de hidrogênio
Uma solução concentrada de peróxido de hidrogênio conhecida como peróxido de hidrogênio de alta concentração se decompõe e produz oxigênio e água (vapor)
{\displaystyle {\ce {2 H2O2 -> 2 H2O + O2}}}
A hidrazina se decompõe em nitrogênio e hidrogênio. A reação é fortemente exotérmica e produz um grande volume de gás quente a partir de pequeno volume de líquido.
1. {\displaystyle {\ce {3 N2H4 -> 4 NH3 + N2}}}
2. {\displaystyle {\ce {N2H4 -> N2 + 2 H2}}}
3. {\displaystyle {\ce {4 NH3 + N2H4 -> 3 N2 + 8 H2}}}

Muitas composições sólidas de propelente de foguete podem ser usadas como geradores de gás.

### Inflação e supressão de incêndio
Muitos airbags usam azida de sódio para inflar (Desde 2003). Uma pequena carga pirotécnica desencadeia sua decomposição, produzindo gás nitrogênio, que infla o airbag em cerca de 30 milissegundos. Um airbag típico nos EUA pode conter 130 gramas de azida de sódio.
Geradores de gás semelhantes são usados para supressão de incêndio.
A azida sódica se decompõe exotermicamente em sódio e nitrogênio.
{\displaystyle {\ce {2 NaN3 -> 2 Na + 3 N2}}}
O sódio resultante é perigoso, então outros materiais são adicionados, por exemplo, nitrato de potássio e sílica, para convertê-lo em um vidro de silicato.

### Geração de oxigênio
Um gerador de oxigênio químico fornece oxigênio respirável a uma taxa controlada durante um período prolongado. Sódio, Potássio, e Cloreto de lítio e percloratos são usados

### Geração de gás combustível
Um dispositivo que converte coque ou outro material carbonáceo em gás de produção podem ser usados como fonte de gás combustível para uso industrial. Geradores de gás portáteis desse tipo foram usados durante a Segunda Guerra Mundial para alimentar veículos como forma de aliviar a escassez de gasolina .